# Remedy Rule
Remedy Alexis Rule (Crozet, 27 settembre 1996) è una nuotatrice filippina.
Specializzata nello stile libero e nella farfalla, è detentrice del record nazionale nei 100 e 200 m stile libero oltre che dei 100 e 200 m farfalla.

## Biografia
Nasce nel piccolo comune di Crozet, nello Stato federato della Virginia, da padre statunitense e madre filippina. Già appassionata del nuoto sin da bambina, inizia a praticare tale sport all'età di dieci anni.
Con l'obbiettivo di rappresentare gli Stati Uniti ai Giochi olimpici di Londra 2012, partecipa ai trials americani di quell'anno ma non riesce a centrare il proprio obbiettivo. Frequenta quindi l'Università del Texas ad Austin dove continua a praticare il nuoto.
Nel 2019 inizia a rappresentare le Filippine – Paese natio della madre, originaria di Quezon City – nelle competizioni internazionali. A luglio dello stesso anno è quindi a Gwangju in occasione dei campionati mondiali di nuoto, dove pur non conquistando alcuna medaglia ha l'occasione di infrangere il record nazionale nei 100 m farfalla stabilito da Jasmine Alkhaldi ai Giochi del Sud-est asiatico di Singapore 2015 (1'01"00) con il tempo di 1'00"42. Dopo aver partecipato a diversi eventi nel corso dei mesi successivi, nel luglio 2021 si qualifica per le Olimpiadi di Tokyo 2020 (originariamente previste per l'estate 2020 ma rimandate di un anno a causa della pandemia di COVID-19) grazie al punteggio attribuitole dalla FINA, unica nuotatrice insieme a Luke Gebbie a far parte della delegazione filippina a cinque cerchi. Al contempo la ventiquattrenne manifesta la volontà di ritirarsi dal nuoto dopo la rassegna olimpica per focalizzarsi negli studi in biologia marina presso l'Università di Miami.

## Palmarès
Statistiche aggiornate al 28 luglio 2021.
Giochi del Sud-est asiatico
- Manila 2019

 Argento nei 200 m farfalla

 Argento nella 4x100 m sl

 Bronzo nei 200 m sl

 Bronzo nella 4x200 m sl